# 持永堯民
持永 堯民（もちなが たかひと、1935年（昭和10年）1月9日 - 2019年（平成31年）4月8日）は、日本の官僚。自治事務次官を務めた。

## 人物
宮崎県出身。東京大学法学部。1957年（昭和32年）に自治省へ入省。1961年（昭和36年）、選挙局選挙課。1962年（昭和37年）、大分県統計調査課長。1964年（昭和39年）、大分県医務課長。1967年（昭和42年）、大分県総務部財政課長。1985年（昭和60年）、大臣官房審議官（財政担当）。1986年（昭和61年）、自治大学校長。
同年9月、大臣官房長となり、1989年（平成元年）6月30日に財政局長。1990年（平成2年）より自治事務次官に就任。翌1991年（平成3年）免官となる。自治体衛星通信機構理事長、日本宝くじ協会理事長を経て、1999年（平成11年）6月10日、地方公共団体金融機構（地方公営企業等金融機構及び公営企業金融公庫総裁を含む）に在籍して要職に就いた。2004年（平成16年）に地方公共団体金融機構から離職した。2010年（平成22年）、宮城県大崎管内の圃場整備を巡る農業農村整備懇話会へ有識者として出席し、その後は地方財務協会会長やマイナンバー情報管理士協会名誉顧問を務めている。また、日本倶楽部会員でもあり同理事（のちに副会長）を務めた。
2006年、瑞宝重光章受章。
2019年4月8日午前8時15分、肺炎のため横浜市内の病院で死去。84歳没。叙正四位。

## 親族
父は内務・厚生官僚で北海道庁 (1886-1947)長官や衆議院議員を務めた持永義夫、兄は厚生官僚で社会保険庁長官、衆議院議員を務めた持永和見、甥は経済産業官僚の持永哲志、子に国土交通官僚で、京成電鉄取締役の持永秀毅がいる。